# سارگیس هوسپیان

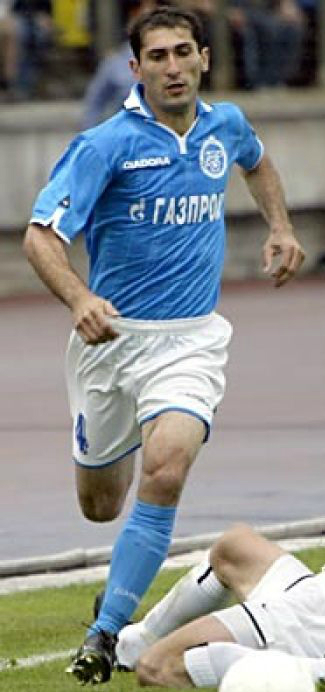

سارگیس هووسپیان (ارمنی: Սարգիս Հովսեփյան؛ زادهٔ ۲ نوامبر ۱۹۷۲) یک بازیکن فوتبال اهل ارمنستان است.

## باشگاهی
از باشگاه‌هایی که در آن بازی کرده‌است می‌توان به زنیت سن پترزبورگ، مالاتیا، لوری و پیونیک اشاره کرد.

## تیم ملی
وی همچنین در تیم ملی فوتبال ارمنستان بازی کرده‌است. هوسپیان نخستین بازی ملی خود را که یک بازی دوستانه بود در تاریخ ۱۴ اکتبر ۱۹۹۲ در ایروان در مقابل مولداوی انجام داده‌است.

## افتخارات
بازیکن
پیونیک
- لیگ برتر فوتبال ارمنستان (۹): ۱۹۹۲, ۱۹۹۵–۹۶, ۲۰۰۴, ۲۰۰۵, ۲۰۰۶, ۲۰۰۷, ۲۰۰۸, ۲۰۰۹, ۲۰۱۰
- سوپر جام فوتبال ارمنستان (۵): ۱۹۹۷، ۲۰۰۴، ۲۰۰۶، ۲۰۰۷، ۲۰۰۹
- جام استقلال ارمنستان (۴): ۱۹۹۶، ۲۰۰۴، جام استقلال ارمنستان, ۲۰۱۰

زنیت سن پترزبورگ
- لیگ برتر فوتبال روسیه نایب قهرمان (1): ۲۰۰۳
- لیگ برتر فوتبال روسیه مقام سوم (1): ۲۰۰۱
- جام حذفی فوتبال روسیه (1): ۱۹۹۸–۹۹
- جام حذفی فوتبال روسیه نایب قهرمان (۱): ۲۰۰۱–۰۲
- Russian Premier League Cup (۱): ۲۰۰۳

مربی
باشگاه فوتبال پیونیک
- لیگ برتر فوتبال ارمنستان (۱): ۲۰۱۴–۱۵
- جام استقلال ارمنستان (۲): ۲۰۱۳–۱۴, ۲۰۱۴–۱۵

### گل‌های ملی
| #  | تاریخ          | ورزشگاه  | حریف     | گل زده | نتیجه | رقابت                               |
| -- | -------------- | -------- | -------- | ------ | ----- | ----------------------------------- |
| ۱. | ۲ ژوئن ۲۰۰۷    | قزاقستان | قزاقستان | ۲-۱    | برد   | مرحله مقدماتی جام ملت‌های اروپا ۲۰۰۸ |
| ۲. | ۹ سپتامبر ۲۰۰۹ | ارمنستان | بلژیک    | ۲-۱    | برد   | مرحله مقدماتی جام جهانی فوتبال ۲۰۱۰ |